# Viticoltura in Emilia-Romagna
La viticoltura in Emilia-Romagna è l'insieme delle attività di coltivazione di uva e produzione di vino svolte nella regione.

## Storia
La storia della viticoltura in Emilia Romagna risale all'epoca pre-romana, nel VII secolo a.C. ci furono delle scoperte archeologiche svolte che in queste zone hanno consentito di stabilire con certezza che a quei tempi gli abitanti di queste terre si dedicavano alla viticoltura. A Ferrara, ci fu un grande contributo nella regione da parte dei frati Benedittini. A fine '800 era arrivata la filossera che segnerà un arresto della viticoltura. Il Lambrusco deve alle cooperative di produttori nella prima metà del ‘900 il suo grande sviluppo, soprattutto in termini quantitativi. In tutto il mondo il Lambrusco, fu conosciuto. Negli ultimi anni la viticoltura in Emilia-Romagna ha seguito due strade parallele: la rivalutazione dei vitigni autoctoni regionali e l’introduzione piuttosto massiccia dei vitigni cosiddetti “internazionali”, spesso utilizzati insieme alle varietà locali.

## Vitigni

### Autoctoni
| Vitigno                      | Bacca  | Zona di coltivazione | Immagine |
| ---------------------------- | ------ | -------------------- | -------- |
| Albana                       | Bianca |                      |          |
| Alionza                      | Bianca |                      |          |
| Ancellotta                   | Nera   |                      |          |
| Bervedino                    | Bianca |                      |          |
| Bombino bianco               | Bianca |                      |          |
| Canina nera                  | Nera   |                      |          |
| Centesimino                  | Nera   |                      |          |
| Ervi                         | Nera   |                      |          |
| Famoso                       | Bianca |                      |          |
| Fogarina                     | Nera   |                      |          |
| Fortana                      | Nera   |                      |          |
| Lambrusco Barghi             | Nera   |                      |          |
| Lambrusco di Sorbara         | Nera   |                      |          |
| Lambrusco Gasparossa         | Nera   |                      |          |
| Lambrusco Maestri            | Nera   |                      |          |
| Lambrusco Marani             | Nera   |                      |          |
| Lambrusco Montericco         | Nera   |                      |          |
| Lambrusco Oliva              | Nera   |                      |          |
| Lambrusco Salamino           | Nera   |                      |          |
| Malbo gentile                | Nera   |                      |          |
| Malvasia di Candia Aromatica | Bianca |                      |          |
| Malvasia rosa                | Rosa   |                      |          |
| Marsanne                     | Bianca |                      |          |
| Melara                       | Bianca |                      |          |
| Merlese                      | Nera   |                      |          |
| Montù                        | Bianca |                      |          |
| Mostosa                      | Bianca |                      |          |
| Negretto                     | Nera   |                      |          |
| Ortrugo                      | Bianca |                      |          |
| Perla dei vivi               | Nera   |                      |          |
| Pignoletto                   | Bianca |                      |          |
| Sangiovese                   | Nera   |                      |          |
| Santa Maria                  | Bianca |                      |          |
| Sgavetta                     | Nera   |                      |          |
| Spergola                     | Bianca |                      |          |
| Trebbiano Romagnolo          | Bianca |                      |          |
| Uva Longanesi                | Nera   |                      |          |
| Veruccese                    | Nera   |                      |          |

### Alloctoni
- Chardonnay
- Sauvignon blanc
- Cabernet sauvignon
- Merlot

## Vini

### DOCG
- Colli Bolognesi Classico Pignoletto prodotto nella provincia di Bologna, Modena
  - Colli Bolognesi Pignoletto frizzante
  - Colli Bolognesi Pignoletto spumante
  - Colli Bolognesi Pignoletto superiore
  - Colli Bolognesi Pignoletto superiore (accompagnata dalla specificazione “Classico”)

consentito: l'uso della menzione Vigna
- Romagna Albana prodotto nella provincia di Forlì-Cesena, Ravenna, Bologna
  - Romagna Albana amabile
  - Romagna Albana dolce
  - Romagna Albana passito
  - Romagna Albana passito riserva
  - Romagna Albana secco

### DOC
- Bosco Eliceo prodotto nella provincia di Ferrara, Ravenna
- Colli Bolognesi prodotto nella provincia di Bologna, Modena 
  - Colli Bolognesi Barbera
  - Colli Bolognesi Merlot
  - Colli Bolognesi Cabernet Sauvignon
  - Colli Bolognesi Chardonnay
  - Colli Bolognesi Sauvignon
  - Colli Bolognesi Riesling Italico
  - Colli Bolognesi Pinot Bianco
  - Colli Bolognesi Barbera
  - Colli Bolognesi Barbera Colline di Riosto
  - Colli Bolognesi Barbera Colline marconiane
  - Colli Bolognesi Barbera Monte San Pietro
  - Colli Bolognesi Barbera riserva
  - Colli Bolognesi Barbera riserva Terre di Montebudello
  - Colli Bolognesi Barbera Serravalle
  - Colli Bolognesi Bianco
  - Colli Bolognesi Cabernet Sauvignon
  - Colli Bolognesi Cabernet Sauvignon Colline di Oliveto
  - Colli Bolognesi Cabernet Sauvignon Colline di Riosto
  - Colli Bolognesi Cabernet Sauvignon Colline Marconiane
  - Colli Bolognesi Cabernet Sauvignon Monte San Pietro
  - Colli Bolognesi Cabernet Sauvignon riserva
  - Colli Bolognesi Cabernet Sauvignon riserva Terre di Montebudello
  - Colli Bolognesi Cabernet Sauvignon Serravalle
  - Colli Bolognesi Cabernet Sauvignon Zola Predosa
  - Colli Bolognesi Chardonnay
  - Colli Bolognesi Chardonnay spumante
  - Colli Bolognesi Chardonnay spumante Colline di Oliveto
  - Colli Bolognesi Chardonnay Zola Predosa
  - Colli Bolognesi Merlot
  - Colli Bolognesi Merlot Zola Predosa
  - Colli Bolognesi Pinot Bianco
  - Colli Bolognesi Pinot Bianco Monte San Pietro
  - Colli Bolognesi Pinot Bianco spumante
  - Colli Bolognesi Riesling italico
  - Colli Bolognesi Sauvignon
  - Colli Bolognesi Sauvignon Colline di Oliveto
  - Colli Bolognesi Sauvignon Colline di Riosto
  - Colli Bolognesi Sauvignon Colline Marconiane
  - Colli Bolognesi Sauvignon Monte San Pietro
  - Colli Bolognesi Sauvignon Serravalle
  - Colli Bolognesi Sauvignon superiore
  - Colli Bolognesi Sauvignon Terre di Monte Budello
  - Colli Bolognesi Sauvignon Zola Predosa

accompagnato o no dalla sottozona: Bologna. consentito: l'uso della menzione Vigna
- Colli di Faenza prodotto nella provincia di Ravenna, Forlì-Cesena
- Colli di Imola prodotto nella provincia di Bologna
  - Colli d'Imola bianco
  - Colli d'Imola rosso
  - Colli d'Imola rosso novello
  - Colli d'Imola rosso riserva
  - Colli d'Imola Sangiovese
  - Colli d'Imola Sangiovese riserva
  - Colli d'Imola Cabernet Sauvignon
  - Colli d'Imola Cabernet Sauvignon riserva
  - Colli d'Imola Barbera
  - Colli d'Imola Barbera frizzante
  - Colli d'Imola Trebbiano
  - Colli d'Imola Trebbiano frizzante
  - Colli d'Imola Pignoletto
  - Colli d'Imola Pignoletto frizzante
  - Colli d'Imola Chardonnay
  - Colli d'Imola Chardonnay frizzante
- Colli di Parma prodotto nella provincia di Parma
  - Colli di Parma Rosso
  - Colli di Parma Malvasia
  - Colli di Parma Sauvignon
  - Colli di Parma Chardonnay
  - Colli di Parma Pinot Bianco
  - Colli di Parma Pinot Grigio
  - Colli di Parma Spumante
  - Colli di Parma Pinot Nero
  - Colli di Parma Merlot
  - Colli di Parma Cabernet Franc
  - Colli di Parma Cabernet Sauvignon
  - Colli di Parma Barbera
  - Colli di Parma Bonarda
  - Colli di Parma Lambrusco
  - Colli di Parma Malvasia amabile
  - Colli di Parma Malvasia secco
  - Colli di Parma Malvasia spumante amabile
  - Colli di Parma Malvasia spumante secco
  - Colli di Parma Sauvignon
  - Colli di Parma Sauvignon spumante
- Colli di Rimini prodotto nella provincia di Rimini
  - Colli di Rimini Rosso
  - Colli di Rimini Bianco
  - Colli di Rimini Cabernet Sauvignon
  - Colli di Rimini Biancame
  - Colli di Rimini Rébola
  - Colli di Rimini Sangiovese
- Colli di Scandiano e di Canossa prodotto nella provincia di Reggio Emilia
  - Colli di Scandiano e di Canossa bianco
  - Colli di Scandiano e di Canossa Cabernet Sauvignon
  - Colli di Scandiano e di Canossa Chardonnay
  - Colli di Scandiano e di Canossa Lambrusco
  - Colli di Scandiano e di Canossa Lambrusco Grasparossa
  - Colli di Scandiano e di Canossa Lambrusco Montericco
  - Colli di Scandiano e di Canossa Malbo gentile
  - Colli di Scandiano e di Canossa Malvasia
  - Colli di Scandiano e di Canossa Marzemino
  - Colli di Scandiano e di Canossa Pinot
  - Colli di Scandiano e di Canossa Rosso
  - Colli di Scandiano e di Canossa Sauvignon
  - Colli di Scandiano e di Canossa Spergola

accompagnata o no dalla sottozona: Classico (solo per la tipologia Bianco)
- Colli Piacentini prodotto nella provincia di Piacenza
  - Colli Piacentini Barbera
  - Colli Piacentini Bonarda
  - Colli Piacentini Cabernet Sauvignon
  - Colli Piacentini Chardonnay
  - Colli Piacentini Malvasia
  - Colli Piacentini Novello
  - Colli Piacentini Pinot grigio
  - Colli Piacentini Pinot nero
  - Colli Piacentini Sauvignon
  - Colli Piacentini Vin Santo
  - Colli Piacentini Barbera frizzante
  - Colli Piacentini Bonarda frizzante
  - Colli Piacentini Bonarda spumante
  - Colli Piacentini Chardonnay frizzante
  - Colli Piacentini Chardonnay spumante
  - Colli Piacentini Gutturnio
  - Colli Piacentini Malvasia frizzante
  - Colli Piacentini Malvasia passito
  - Colli Piacentini Malvasia spumante
  - Colli Piacentini Monterosso Val d'Arda frizzante
  - Colli Piacentini Monterosso Val d'Arda spumante
  - Colli Piacentini Ortrugo frizzante
  - Colli Piacentini Ortrugo spumante
  - Colli Piacentini Pinot Grigio frizzante
  - Colli Piacentini Pinot Grigio spumante
  - Colli Piacentini Pinot Nero frizzante
  - Colli Piacentini Pinot Nero spumante
  - Colli Piacentini Pinot spumante
  - Colli Piacentini Sauvignon frizzante
  - Colli Piacentini Trebbianino Val Trebbia frizzante
  - Colli Piacentini Trebbianino Val Trebbia spumante
  - Colli Piacentini Valnure
  - Colli Piacentini Valure frizzante
  - Colli Piacentini Valure spumante

accompagnata o no dalle sottozone:  Monterosso Val d'Arda o Trebbianino Val Trebbia o Val Nure o Vigoleno(solo per la tipologia Vin Santo)
- Colli Romagna Centrale prodotto nella provincia di Forlì Cesena
  - Colli Romagna Centrale Bianco
  - Colli Romagna Centrale Rosso
  - Colli Romagna Centrale Chardonnay
  - Colli Romagna Centrale Cabernet Sauvignon
  - Colli Romagna Centrale Sangiovese
  - Colli Romagna Centrale Trebbiano
- Gutturnio prodotto nella provincia di Piacenza

accompagnata o no dalle sottozone: Classico superiore o Classico riserva, consentito: l'uso della menzione vigna
- Lambrusco di Sorbara rosso prodotto nella provincia di Modena
- Lambrusco Grasparossa di Castelvetro prodotto nella provincia di Modena
- Lambrusco Salamino di Santa Croce prodotto nella provincia di Modena
- Modena o di Modena prodotto nella provincia di Modena
  - Modena Lambrusco
  - Modena Pignoletto
  - Modena Rosso
  - Modena Lambrusco rosato
  - Modena Rosato spumante e frizzante
  - Modena Bianco
- Ortrugo dei colli piacentini prodotto nella provincia di Piacenza

consentito: l'uso della menzione vigna
- Pignoletto prodotto nella provincia di Bologna, Ravenna, Modena
  - Pignoletto
  - Pignoletto frizzante
  - Pignoletto spumante
  - Pignoletto passito
  - Pignoletto vendemmia tardiva

consentito: l'uso della menzione delle sottozone "Colli d'Imola", "Modena", "Reno"
- Reggiano prodotto nella provincia di Reggio Emilia
  - Reggiano Lambrusco
  - Reggiano Lambrusco Salamino
  - Reggiano Rosso
  - Reggiano Bianco spumante
  - Reggiano Lambrusco novello
  - Reggiano Rosso novello
- Reno prodotto nella provincia di Bologna, Modena
  - Reno bianco
  - Reno bianco frizzante
  - Reno Montuni
  - Reno Montuni frizzante
  - Reno Pignoletto
  - Reno Pignoletto frizzante
  - Montuni del Reno
  - Montuni del Reno frizzante
- Romagna prodotto nella provincia di Bologna, Ravenna, Forlì-Cesena, Rimini
- Albana spumante
- Cagnina
- Pagadebit, anche nella versione frizzante
- Pagadebit con la menzione geografica aggiuntiva (sottozona) Bertinoro, anche nella versione frizzante;
- Sangiovese, anche con la specificazione novello e riserva
- Sangiovese superiore, anche con la specificazione riserva
- Sangiovese con una delle seguenti menzioni geografiche aggiuntive (sottozone):
  - Bertinoro, solo con la menzione riserva
  - Brisighella, anche con la menzione riserva
  - Castrocaro - Terra del Sole, anche con la menzione riserva
  - Cesena, anche con la menzione riserva
  - Longiano, anche con la menzione riserva
  - Meldola, anche con la menzione riserva
  - Modigliana, anche con la menzione riserva
  - Marzeno, anche con la menzione riserva
  - Oriolo, anche con la menzione riserva
  - Predappio, anche con la menzione riserva
  - San Vicinio, anche con la menzione riserva
  - Serra, anche con la menzione riserva
- Trebbiano, anche nella versione frizzante e spumante

consentito: l'uso della menzione Vigna. accompagnata o no dalla sottozona: Bertinoro (solo per Romagna Pagadebit); accompagnata o no dalla sottozona: Bertinoro, Brisighella, Castrocaro, Cesena, Longiano, Meldola, Modigliana, Marzeno, Oriolo, Predappio, San Vicinio, Serra,  (solo per Romagna Sangiovese).

### IGT
- Bianco di Castelfranco Emilia
- Emilia o dell'Emilia
- Forlì
- Fortana del Taro
- Ravenna
- Rubicone
- Sillaro o Bianco del Sillaro
- Terre di Veleja
- Val Tidone